# Българско училище „Св. св. Кирил и Методий“ (Минеаполис)
Българското училище „Св. св. Кирил и Методий“ е училище на българската общност в град Минеаполис, щата Минесота, САЩ. Създадено е през 2009 г. Училището провежда обучение по български език, литература, история, география, музика и танци за деца и възрастни. Партнира си и провежда съвместни мероприятия с други местни организации и танцови състави като гръцката православна църква „Свети Георги“, Етническия танцов театър, Центъра за народни танци Tapestry, Обществената библиотека на Минеаполис, Библиотеката „Роузвил“, Общностния център Mounds View, BlackBear Crossings и Филмовата асоциация на Минеаполис.

## История
Училището е открито на 27 септември 2009 г.